# Список рыб и круглоротых, занесённых в Красную книгу Украины
Рыбы, занесённые в Красную книгу Украины, — список из 71 вида редких и находящихся под угрозой исчезновения рыб, включённых в последнее издание Красной книги Украины (2009).
По сравнению с предыдущим изданием (1994), в издание 2009 года были включены новые 38 видов. Два вида были исключены из Красной книги (бычок-губан и золотистый бычок), так как их популяции были восстановлены до безопасного уровня. В таблице также приведён охранный статус видов согласно Красной книге Украины.
Отдельным цветом выделены:
 Новые виды, включённые в издание 2009 года.
| Иллюстрация                                       | Название                                               | Статус и численность на территории Украины | Охранный статус в Красной книге Украины | Примечания    |
| ------------------------------------------------- | ------------------------------------------------------ | --- | --------------------------------------- | ------------- |
| Отряд Камбалообразные (Pleuronectiformes)         |                                                        | |                                         |               |
| Фотография арноглоса средиземноморского           | Камбала Кесслера (Arnoglossus kessleri)                | На Украине вид встречается в Чёрном море вдоль юго-западного и юго-восточного берега Крымского полуострова, с частности в районе Феодосии. Численность небольшая, что обусловлено загрязнением акватории Чёрного моря и выловом неводами. | Уязвимый                                | [ 2 ]         |
| Отряд Карпообразные (Cypriniformes)               |                                                        | |                                         |               |
|                                                   | Русская быстрянка (Alburnoides bipunctatus rossicus)   | На Украине подвид обыкновенной быстрянки распространён в реках бассейнов Чёрного и Азовского морей (Западный Буг, Днестр, Южный Буг, Днепр, Северский Донец), а также рек Приазовья (Обиточная, Берда). | Исчезающий                              | [ 3 ]         |
|                                                   | Вырезуб (Rutilus frisii)                               | На Украине вид сейчас встречается в бассейнах Верхнего и Среднего Днестра, Северского Донца, изредка в Азовском море. Численность очень низкая. Встречается единичными особями, хотя ранее была обычным объектом промысла. | Исчезающий                              | [ 4 ]         |
|                                                   | Озёрный гольян (Rhynchocypris percnurus)               | На Украине вид известен в водоёмах бассейна Верхнего и Среднего Днепра, в частности в бассейнах верхнего течения Припяти, Десны, Остра, Трубежа, Ворсклы, Супоя, Сожа, Стохода, Здвижа, а также в заплавных озёрах и осушиваемых каналах Волынской области и небольших озёр окраин Киева. Впервые отмечена в верхнем течении Северского Донца (озеро Боровое, 2000 год). Численность точно неизвестна. С 1960-х годов ареал и численность неуклонно сокращаются. Фактически исчезла в водоёмах Киевской области, частично в бассейнах Десны, в левых притоках Днепра, стала редкой в бассейне Припяти. | Исчезающий                              | [ 5 ]         |
|                                                   | Дунайский пескарь (Romanogobio uranoscopus)            | Эндемик бассейна Дуная. На Украине встречается в реках Закарпатья (Речке, Боржаве, Тересве, Шопурка) и Буковины (Сирет). | Исчезающий                              | [ 6 ]         |
|                                                   | Елец (Leuciscus leuciscus)                             | На Украине вид раньше был распространён фактически во всех больших реках и их притоках, а также в проточных озёрах и в днепровских водохранилищах, встречался также в Днепро-Бугском лимане. Отсутствует в Крыму. Численность невелика, в последние 2—3 десятилетия из-за гидротехнического строительства, загрязнения воды и чрезмерного вылова резко сократилась. | Уязвимый                                | [ 7 ]         |
|                                                   | Елец-андруга (Telestes souffia)                        | На Украине вид встречается только на Закарпатье. Более-менее обычен в Теребле-Рекском водохранилище; в других местах вылавливают до десятка особей. | Уязвимый                                | [ 8 ]         |
| Фотография ельца Данилевского                     | Елец Данилевского (Leuciscus danilewskii)              | На Украине вид распространён только в коренном русле и некоторых левых притоках Северского Донца. Численность низкая, на отдельных участках Северского Донца и его правых притоков полностью исчезла. | Исчезающий                              | [ 9 ]         |
|                                                   | Золотой карась (Carassius carassius)                   | На Украине ареал охватывает реки Азовско-Черноморского бассейна, в том числе и водохранилища Крыма, а также бассейн Западного Буга. В отдельных водоёмах обычная, в других — единичная, в некоторых из них исчезла. | Уязвимый                                | [ 10 ]        |
| Фотография крымского усача                        | Крымский усач (Barbus tauricus)                        | На Украине встречается только в Крыму: среднее и верхнее течения рек Альма, Кача, Аян, Бельбек, Чёрная, Салгир, Учан-Су, а также водохранилища Бахчисарайское, Альминское, Симферопольское, Аянское, Белогорское, Михайловское, Феодосийское. Численность невелика. В реке Альма осенью на один ночной вылов приходилось до 4-х особей, в нижних частях рек Кача и Бельбек — до 5. | Исчезающий                              | [ 11 ]        |
| Фотография марена Валецкого                       | Усач Валецкого (Barbus waleckii)                       | На Украине эта рыба впервые зарегистрирована в 2003 году. Встречается только в бассейне верхнего течения Днестра в пределах Львовской области и в некоторых его притоках, в частности в реке Стрвяж. Численность низкая, в уловах встречается единичными экземплярами. Причина исчезновения неизвестна. | Недостаточно известен, уязвимый         | [ 12 ]        |
|                                                   | Румынский усач (Barbus petenyi)                        | На Украине встречается в бассейне Тисы, в верхнем течении Прута и Сирета, а также в бассейне верхнего Днестра. Численность небольшая. | Уязвимый                                | [ 13 ]        |
|                                                   | Обыкновенный усач (Barbus barbus)                      | На Украине встречается в бассейнах Дуная (низовье, бассейны Тисы, Прута и Сирета), Днестра и Вислы. Численность неизвестна, с 1980-х годов стала редко встречаться в уловах. | Уязвимый                                | [ 14 ]        |
|                                                   | Днестровский пескарь (Romanogobio kesslerii)           | На Украине встречается в бассейнах Дуная, в частности в бассейне Тисы на Закарпатье (Уж, Речка), в Пруте и Сырете на Буковине и в Днестре (в верхнем течении коренного русла, в притоках Ствряжа, Луквы, Стрыпы, Ломницы, Збруча и др.) | Уязвимый                                | [ 15 ]        |
| Фотография подуста волжского (недоступная ссылка) | Волжский подуст (Chondrostoma variabile)               | До средины XX века была обычной, местами одной из основных промысловых рыб. В последние десятилетия численность везде резко сократилась, на многих участках Северского Донца вид полностью исчез. | Уязвимый                                | [ 16 ]        |
| Фотография рыбца малого                           | Малый рыбец (Vimba tenella)                            | На Украине вид обитал в горных реках Крымского полуострова (Чёрная, Салгир, Биюк-Карасу). Численность неизвестна. С 1970-х годов в выловах не встречался. | Исчезнувший                             | [ 17 ]        |
|                                                   | Днепровский усач (Barbus borysthenicus)                | Эндемик бассейнов Днепра и Южного Буга, где ранее был обычной рыбой. Численность низкая, встречается поодинокими особями. Вид фактически исчез в бассейнах Среднего и Нижнего Днепра и в верхнем течении Южного Буга. | Исчезающий                              | [ 18 ]        |
|                                                   | Азовская шемая (Alburnus leobergi)                     | На Украине вид встречается преимущественно в северной и северно-западной частях Азовского моря. Численность точно неизвестна. Фактически исчез в бассейне Северского Донца, очень малочислен в Азовском море. | Уязвимый                                | [ 19 ]        |
| Фотография шемеи крымской                         | Крымская шемая (Alburnus mentoides)                    | Эндемик Крыма: реки Бельбек, Салгир, Альма, Симферопольское водохранилище и, возможно, холодноводные пруды. Малочислен, поодиночке встречается в уловах рыболовов-любителей. | Исчезающий                              | [ 20 ]        |
|                                                   | Черноморская шемая (Alburnus sarmaticus)               | На Украине вид встречался от Дуная до Днепра, в их пригирловых опреснённых территориях и опреснённых лиманах. Численность точно неизвестна. Сейчас практически исчез в бассейнах Дуная и Днестра, стал очень малочисленным в низинах Южного Буга и Днепра. | Уязвимый                                | [ 21 ]        |
| Фотография щиповки сибирской                      | Сибирская щиповка (Cobitis melanoleuca)                | На Украине вид встречается только в бассейне Северского Донца, где отмечен в коренном русле, а также в реке Красная. Численность неизвестна. | Уязвимый                                | [ 22 ]        |
| Отряд Колюшкообразные (Gasterosteiformes)         |                                                        | |                                         |               |
| Фотография                                        | Толсторылая игла-рыба (Syngnathus variegatus)          | На Украине вид встречается преимущественно возле берегов Крыма, отмечалась в Одесской, Тендровском и Каркинитском заливах и в Керченском проливе. Численность невелика, никогда не была численной. Почти исчезла в рекреационных зонах. | Уязвимый                                | [ 23 ]        |
|                                                   | Тонкорылая игла-рыба (Syngnathus tenuirostris)         | На Украине вид встречается в Керченском проливе, около берегов Крыма, в Каркинитском, Тендровском, Ягорлыцком и Одесском заливах, отмечен в предгирловых участках Дуная и Азовском море (Геническ). Численность невелика, никогда не был численным. Почти исчез в рекреационных зонах. | Уязвимый                                | [ 24 ]        |
|                                                   | Черноморский морской конёк (Hippocampus guttulatus)    | На Украине вид встречается в западных и юго-западных частях Азовского и юго-западной части Чёрного моря и в Керченском проливе, чаще у берегов Крыма. Численность неизвестна, почти исчез в рекреационных зонах. | Уязвимый                                | [ 25 ]        |
| Отряд Лососеобразные (Salmoniformes)              |                                                        | |                                         |               |
|                                                   | Дунайский лосось (Нuchо huchо)                         | На Украине эндемик бассейна Дуная (восточная часть ареала), встречается в бассейнах Тисы и Прута. Очень малочисленный. | Исчезающий                              | [ 26 ]        |
|                                                   | Европейский хариус (Thymallus thymallus)               | На Украине вид распространён в горных участках Днестра и его притоков, а также в бассейне Тисы. Численность незначительная, местами обычный. | Уязвимый                                | [ 27 ]        |
|                                                   | Черноморский лосось (Salmo labrax)                     | На Украине встречается в Чёрном море у берегов Крымского полуострова, в Тендровском и Ягорлыцком заливах, в северо-западной части Чёрного моря возле Одессы, во взморье Дуная и его гирле, иногда в Азовском море. Численность незначительная. | Исчезающий                              | [ 28 ]        |
| Отряд Миногообразные (Petromyzontidae)            |                                                        | |                                         |               |
|                                                   | Венгерская минога (Eudontomyzon danfordi)              | На Украине встречается только в бассейне Тисы на Закарпатье. Численность резко сократилась с 1970-х годов. | Исчезающий                              | [ 29 ]        |
|                                                   | Украинская минога (Eudontomyzon mariae)                | На Украине вид встречался в бассейнах рек Миус, Северский Донец, Днепр, Днестр, Прут, Сирет и, вероятно, Южный Буг, отмечен в низовье Дуная. Численность катастрофически низкая. Практически исчез в коренном русле Днепра и его крупных притоках, Северского Донца и Днестра. | Исчезающий                              | [ 30 ]        |
| Отряд Окунеобразные (Perciformes)                 |                                                        | |                                         |               |
|                                                   | Боопс большеглазый (Boops boops)                       | На Украине распространён в Чёрном море возле берегов Крыма (Кара-Даг, Севастополь). Данные о численности отсутствуют. | Недостаточно известен                   | [ 31 ]        |
|                                                   | Бычок Букчича (Gobius bucchichi)                       | На Украине обитает в Чёрном море у берегов Крыма и в районе острова Змеиный. Численность малая. | Редкий                                  | [ 32 ]        |
|                                                   | Бычок-каспиосома каспийский (Caspiosoma caspium)       | Понтичный реликт. На Украине встречается в низовьях и дельтах рек, впадающих в северо-западную часть Чёрного моря, Днепро-Бугском и Березанском лиманах, в Азовском море, в Днепре поднимается до Берислава. Численность незначительная. | Редкий                                  | [ 33 ]        |
|                                                   | Бычок-паганель (Gobius paganellus)                     | На Украине вид отмечен в Чёрном море у берегов Крыма и острова Змеиный. Численность малая. | Редкий                                  | [ 34 ]        |
|                                                   | Волжский судак (Sander volgensis)                      | На Украине отмечен в низовьях и пригирловых участках Дуная, Днестра, Днепра, Южного Буга, в Каховском, Днепровском и Каменском водохранилищах, в реках Самара, Сура, Орель, а также в водоёмах по протяжению канала Днепр—Донбасс. Численность невелика. | Исчезающий                              | [ 35 ]        |
|                                                   | Светлая умбрина (Umbrina cirrosa)                      | На Украине отмечен в Чёрном и Азовском морях, в частности вдоль берегов Крымского полуострова и в Керченском проливе, возле Бердянской и Обиточной кос, в Каркинитском и Одесском заливах и в Днепровско-Бугском лимане. Численность незначительная. | Редкий                                  | [ 36 ]        |
|                                                   | Тёмный горбыль (Sciaena umbra)                         | На Украине отмечен в Чёрном море, в частности в его северо-западной части, возле Кара-Дага, в районе Керченского пролива, и в юго-западной части Азовского моря. Численность малая. | Редкий                                  | [ 37 ]        |
|                                                   | Гребенчатый губан (Ctenolabrus rupestris)              | На Украине вид встречается преимущественно возле черноморских берегов Крыма (икра и мальки отмечены в Каркинитском заливе и на западе), а также в Одесском заливе и в районе Дуная. Численность неизвестна, никогда не была многочисленной. Возле берегов Украины встречается очень редко, обычно единичные экземпляры. | Редкий                                  | [ 38 ]        |
|                                                   | Зелёный губан (Labrus viridis)                         | На Украине вид встречается вдоль берегов Крымского полуострова вблизи Кара-Дага, Севастополя и Балаклавы. Очень малочисленный. За всё время исследований (1938—1982 годы) в Чёрном море выловлено лишь несколько особей. | Редкий, очень уязвимый                  | [ 39 ]        |
|                                                   | Ёрш Балона (Gymnocephalus baloni)                      | На Украине вид распространён в бассейне Днепра, гирле Дуная и в Придунайских лиманах. В отдельных местах водоёмов достаточно обычна, в других встречаются единичные особи, в некоторых исчезла. | Нет оценки                              | [ 40 ]        |
|                                                   | Ёрш-носарь (Gymnocephalus acerinus)                    | На Украине ареал вида охватывает Средний Днестр, Днестровское водохранилище, бассейн Днепра, Северский Донец. Встречаются единичные особи, местами исчезла. | Исчезающий                              | [ 41 ]        |
|                                                   | Носатая зеленушка (Symphodus rostratus)                | На Украине вид встречается у берегов Крыма (район Севастополя, Кара-Даг). Численность неизвестна, встречается крайне редко. | Уязвимый                                | [ 42 ]        |
|                                                   | Обычный зубарик (Diplodus puntazzo)                    | На Украине вид распространён в Чёрном море у берегов Крыма: возле массива Кара-Даг, вблизи Судака, Нового Света, мысов Аю-Даг, Айя и Фиолент, а также Севастополя (бухты Хрустальная, Омега, Константиновский равелин). Данных о численности нет. | Нет оценки                              | [ 43 ]        |
|                                                   | Кефаль-рамада (Chelon ramada)                          | На Украине вид встречался возле берегов Крыма (Севастополь), а также в северо-западной части Чёрного моря (район гирла Дуная, 1946—1947 года). Численность неизвестна. С 1980 года зарегистрирована одна особь в октябре 2006 года в Балаклавской бухте Севастополя. | Редкий                                  | [ 44 ]        |
|                                                   | Лаврак (Dicentrarchus labrax)                          | На Украине ареал вида охватывает Чёрное море вдоль берегов его северо-западной части, Тендровского залива, северо-западных и южных берегов Крымского полуострова, Керченского пролива. Встречается редко. | Нет оценки                              | [ 45 ]        |
|                                                   | Каменный окунь-зебра (Serranus scriba)                 | На Украине вид изредка встречается вдоль черноморских берегов Крыма, отмечена в Одесском заливе. Численность невелика. | Редкий                                  | [ 46 ]        |
|                                                   | Морской судак (Sander marinus)                         | На Украине ареал вида охватывает Днепро-Бугский лиман, низовье Южного Буга, восточную часть Тендровского залива, Березанский и Днестровский лиманы. Численность мизерная. | Исчезающий                              | [ 47 ]        |
|                                                   | Красный пагель (Pagellus erythrinus)                   | На Украине вид распространён в Чёрном море у берегов Крымского полуострова и в его северо-западной части (Бурнас). Данные о численности отсутствуют. | Недостаточно известен                   | [ 48 ]        |
|                                                   | Перкарина (Percarina demidoffіі)                       | На Украине вид встречается только в северо-западной части Чёрного моря. Численность низкая. | Редкий                                  | [ 49 ]        |
|                                                   | Бурая пескарка (Callionymus pusillus)                  | На Украине вид встречается в Чёрном море вдоль северо-западного побережья и возле берегов Крымского полуострова (периферическая часть общего ареала). Численность очень незначительная. Встречаются одиночные особи (не ежегодно). | Редкий                                  | [ 50 ]        |
|                                                   | Серая пескарка (Callionymus risso)                     | На Украине вид встречается вдоль северо-западного побережья Чёрного моря (филлофорное поле Зернова), возле Тендровско-Джарылгачской отмели и берегов Крымского полуострова. Численность очень незначительная. | Редкий                                  | [ 51 ]        |
|                                                   | Полосатый ёрш (Gymnocephalus schraetser)               | На Украине вид распространён в низовье Дуная, реках бассейнов Тисы (по большей части в среднем и нижнем течении), Прута, Сирета. На отдельных участках рек обычный, редкий или полностью исчезнувший. | Уязвимый                                | [ 52 ]        |
|                                                   | Бычок Браунера (Benthophiloides brauneri)              | На Украине вид отмечен в устье Дуная, Бугском лимане возле Николаева, Южном Буге возле Новой Одессы, Днепровском лимане и Днепре до Берислава и Каховки, также возле Херсона, изредка в Одесском заливе в районе Черноморки и Большого Фонтана. Численность незначительная. | Редкий                                  | [ 53 ] [ 54 ] |
| Фотография пуголовка звёздчатого                  | Звёздчатая пуголовка (Benthophilus stellatus)          | На Украине вид распространён в Азовском море, известен от Молочного лимана и Керченского пролива. Численность точно неизвестна. | Редкий                                  | [ 55 ] [ 56 ] |
|                                                   | Черноголовый троепёр (Tripterygion tripteronotum)      | На Украине вид встречается возле черноморских берегов Крыма. Численность неизвестна. Встречается редко. | Уязвимый                                | [ 57 ]        |
|                                                   | Хромис (Chromis chromis)                               | На Украине вид распространён в Чёрном море возле берегов Крыма (Кара-Даг, Севастополь, Балаклава). Встречается редко. | Нет оценки                              | [ 58 ]        |
|                                                   | Обыкновенный чоп (Zingel zingel)                       | На Украине вид встречается в бассейнах Дуная и Днестра. Численность незначительная. | Редкий                                  | [ 59 ]        |
|                                                   | Малый чоп (Zingel streber)                             | На Украине вид встречается в бассейне Дуная. Численность невелика. | Редкий                                  | [ 60 ]        |
| Отряд Осетрообразные (Acipenseriformes)           |                                                        | |                                         |               |
|                                                   | Атлантический осётр (Acipenser sturio)                 | На Украине вид встречался в Чёрном море возле южных берегов Крымского полуострова (район Ялты), в Каркинитском заливе (Чурюмская коса) и гирле Дуная. В 1-й половине XX века иногда встречались одиночные особи, с 1960-х годов в уловах не попадается. | Исчезнувший                             | [ 61 ]        |
|                                                   | Белуга (Huso huso)                                     | На Украине вид встречается в северо-западной и северной частях Азовского моря, у берегов Крыма и в северо-западной части Чёрного моря. Численность очень низкая. Одиночные особи встречаются вблизи берегов Крымского полуострова, несколько чаще в Дунае и около его гирла. В 1-й половине XX века была промысловой рыбой почти на всём морском побережье. Фактически вид исчез в низовьях Днепра, Южного Буга и Днестра, а также в Северском Донце. | Исчезающий                              | [ 62 ]        |
|                                                   | Русский осётр (Acipenser gueldenstaedtii)              | На Украине вид встречается в северо-западной части Азовского моря, возле берегов Крыма и в северо-западной части Чёрного моря. Численность невысокая, с 1980-х годов неуклонно сокращается. В небольшом количестве заходит в Дунай, одиночные особи в Днепр, изредка в Днестровский лиман и фактически не заходит в Южный Буг, Северский Донец и реки Северного Приазовья. | Уязвимый                                | [ 63 ]        |
|                                                   | Севрюга (Acipenser stellatus)                          | На Украине вид распространён возле северных берегов Азовского моря, вдоль Крымского полуострова и в северо-западной части Чёрного моря. Численность незначительная, с конца XX века неуклонно сокращается. Сейчас в небольшом количестве заходит в Дунай, изредка одиночные особи в Днепровский и Днестровский лиманы и фактически не заходит в Днестр, Южный Буг, Днепр и реки Северного Приазовья. | Уязвимый                                | [ 64 ]        |
|                                                   | Стерлядь (Acipenser ruthenus)                          | На Украине вид встречался в коренном русле и в крупных притоках всех крупных рек. Сейчас отмечается в низовье Дуная и бассейне Среднего и Верхнего Днестра, возможно, есть в Днепровском водохранилище. Численность очень низкая. Случается изредка от одной до нескольких особей. Со 2-й половины XX века резко сократил свою численность и ареал. Исчез в Северском Донце, Южном Буге и в большей части бассейнов Днепра и Днестра. | Исчезающий                              | [ 65 ]        |
|                                                   | Шип (Acipenser nudiventris)                            | На Украине вид встречался в Чёрном море у побережья Крымского полуострова (Кара-Даг, Каркинитский залив) и в морских водах вблизи гирловых участков Днепра, Днестра и Дуная. В 1-й половине XX века встречались одиночные особи, с 1960-х годов в уловах не встречался. | Исчезнувший                             | [ 66 ]        |
| Отряд Присоскообразные (Gobiesociformes)          |                                                        | |                                         |               |
|                                                   | Обыкновенная рыба-присоска (Lepadogaster lepadogaster) | На Украине вид отмечен в Чёрном море у берегов Крымского полуострова и в северо-западной его части (остров Змеиный). Численность малая. | Редкий                                  | [ 67 ]        |
|                                                   | Пятнистая присоска (Diplecogaster bimaculata)          | На Украине вид отмечен в Чёрном море у берегов Крымского полуострова и в северо-западной его части (остров Змеиный). Численность малая. | Редкий                                  | [ 68 ]        |
|                                                   | Толсторылая присоска (Lepadogaster candolii)           | На Украине вид отмечен в Чёрном море у берегов Крымского полуострова и в северо-западной его части (остров Змеиный). Численность малая. | Редкий                                  | [ 69 ]        |
| Отряд Скорпенообразные (Scorpaeniformes)          |                                                        | |                                         |               |
|                                                   | Жёлтая тригла (Chelidonichthys lucerna)                | На Украине вид обитает в Чёрном (у берегов Крыма и отмечен в северо-западной части моря) и Азовском (южная часть) морях. Численность малая. | Редкий                                  | [ 70 ]        |
| Отряд Солнечникообразные (Zeiformes)              |                                                        | |                                         |               |
|                                                   | Обыкновенный солнечник (Zeus faber)                    | На Украине вид встречается около черноморских берегов Крыма и в северо-западной части Чёрного моря. Численность неизвестна. У берегов Украины с 1980-х годов не встречался. | Редкий                                  | [ 71 ]        |
| Отряд Трескообразные (Gadiformes)                 |                                                        | |                                         |               |
|                                                   | Налим (Lota lota)                                      | На Украине вид распространён в бассейнах притоков среднего и верхнего течения Северского Донца, Днепра, Днестра и водоёмов Закарпатья. В отдельных водоёмах обычный, в других случаются одиночные особи, в ряде водоёмов уже исчез. | Уязвимый                                | [ 72 ]        |
| Отряд Удильщикообразные (Lophiiformes)            |                                                        | |                                         |               |
|                                                   | Европейский удильщик (Lophius piscatorius)             | На Украине вид встречался в Чёрном море у южных берегов Крымского полуострова и острова Змеиный. Численность чрезвычайно малая; редкая рыба. | Уязвимый                                | [ 73 ]        |
| Отряд Щукообразные (Esociformes)                  |                                                        | |                                         |               |
|                                                   | Европейская евдошка (Umbra krameri)                    | На Украине вид встречается в низовьях Дуная, Днестра, в Днестровском лимане, в бассейне Тисы; вероятно, есть в низовье Прута. Обычно и местами довольно численным был только в низовье Дуная. Резкое снижение численности началось в 1960-х годах. | Редкий                                  | [ 74 ]        |

### Комментарии
1. 1 2 3 4 5 6 7 8 9 10 11 12 13 14 15 16 17 18 19 20 21 22 23 24 25 26 27 28 29 30 31 32 33  Бо́льшая часть Крымского полуострова с 2014 года является объектом территориальных разногласий между Россией, контролирующей спорную территорию, и Украиной, в пределах признанных большинством государств — членов ООН границ которой спорная территория находится. Согласно федеративному устройству России, на спорной территории Крыма располагаются субъекты Российской Федерации — Республика Крым и город федерального значения Севастополь. Согласно административному делению Украины, на спорной территории Крыма располагаются регионы Украины — Автономная Республика Крым и город со специальным статусом Севастополь.